# Sob o Sol de Parador
Lobão e os Presidentes - Sob o Sol de Parador é o quinto álbum solo do cantor Lobão, lançado em 1989 pela BMG.

## Contexto
A gravação do quinto álbum de carreira de Lobão foi marcada por diversas dificuldades. No final de 1988, o cantor, que aguardava em liberdade o julgamento de um habeas corpus, foi condenado a cumprir nove meses de prisão em regime semi-aberto, veredicto dado pela Justiça em face do processo movido contra o artista, acusado de posse de drogas em 1987. Lobão planejava trabalhar em um novo álbum que contaria com a produção de Liminha, naquela época morando em Los Angeles (EUA). O cantor, no entanto, não poderia deixar o Brasil a menos que requeresse uma autorização perante à Justiça, por conta da condenação mais recente.
Em março de 1989, Lobão arquitetou um plano para ir de encontro ao produtor. Após um show na Festa da Uva na cidade de Caxias do Sul (RS), o cantor, acompanhado do seu empresário à época, Ricardo Leon, alugou um automóvel e, de lá, dirigiu rumo à cidade argentina de Paso de los Libres, na fronteira entre Brasil e Argentina. O músico seguiu viagem até à capital portenha, Buenos Aires, de onde tomaria o voo para os EUA.
O aspecto financeiro também impôs obstáculos para o início dos trabalhos que resultariam em Sob o Sol de Parador. Com a moeda brasileira corrente, o Cruzado Novo (NCz$), sofrendo forte desvalorização, mais o fato de a RCA não ter comprado dólares quando foi fechado o orçamento estimado para a gravação do disco, o custo de produção chegou a um valor muito maior que o originalmente previsto – sem contar os honorários devidos a Liminha.  Por problemas no envio de verba pela gravadora, o produtor e Lobão demoraram algumas semanas desde a chegada do segundo em terras americanas para dar partida à gravação do disco.

## Música
Depois de apostar na fusão samba-rock que norteou o disco anterior, Cuidado!, Lobão fez de Sob o Sol de Parador um álbum primordialmente de rock, ainda que explorasse mais estilos musicais. Há canções no estilo hard rock, como "Panamericana (Sob o Sol de Parador)", "E o Vento Te Levou" e "Sexy Sua", esta última uma composição do ex-mutante Arnaldo Baptista. O disco ainda inclui baladas, caso do hit "Essa Noite Não", de "Uma Dose a Mais" e de "Toda Nossa Vontade", e um country rock, a faixa "Lipstick Overdose" (que a RCA desejava lançar como single, ideia vetada pelo cantor).
No álbum foi incluído também o samba "Azul e Amarelo". Foi a última música que Lobão compôs juntamente com o cantor Cazuza, que morreria em 7 de julho de 1990. O ex-vocalista do Barão Vermelho  também gravou a composição em seu LP Burguesia, lançado onze dias depois de Sob o Sol de Parador, em 21 de agosto de 1989. O verso final de sua letra ("eu não vou, eu não quero") é atribuído a Cartola (falecido em 1980), razão pela qual o sambista também é co-autor da canção, que recebeu seu nome após Cazuza descobrir que azul e amarelo eram suas cores no candomblé.

## Faixas
| N.º | Título                                    | Duração |  |
| 1.  | "Panamericana (Sob o Sol de Parador)"     | 3:11    |  |
| 2.  | "Quem Quer Votar (O Sofisma)"             | 2:16    |  |
| 3.  | "Essa Noite, Não (Marcha a Ré em Paquetá" |         |  |
| 4.  | "Um Bobo prá Cristo"                      | 4:37    |  |
| 5.  | "E o Vento Te Levou"                      | 3:14    |  |
| 6.  | "Azul e Amarelo"                          | 2:54    |  |
| 7.  | "Uma Dose a Mais"                         | 3:30    |  |
| 8.  | "Lipstick Overdose"                       | 3:06    |  |
| 9.  | "Sexy Sua"                                | 3:02    |  |
| 10. | "Toda Nossa Vontade"                      | 3:12    |  |

## Músicos
- Lobão: vocal, guitarra e violão
- Nani Dias: guitarra, Coro
- Rodrigo Santos: baixo, Coro
- Kadu Menezes: bateria, Coro
- Alcir Explosão: tamborim, Repique, Congas, Pandeiro, Coro, Percussão
- Zé Luis Segneri: Saxofone, Flauta e Coro

## Músicos Adicionais
- Carlo Bartolini: guitarra, Guitarra solo, violão
- Ronnie Foster: Teclados, Órgão